# Brisbane (California)
Brisbane è una città (city) degli Stati Uniti d'America, situata nella contea di San Mateo dello Stato della California.